# XM30 MICV
XM30 Mechanized Infantry Combat Vehicle (MICV; «бойова машина механізованої піхоти») — майбутня бойова машина піхоти, що створюється для заміни M2 Bradley. Розробляється в рамках програми Optionally Manned Fighting Vehicle (OMFV; «опціонально залюднена бойова машина»), що є складовою ширшої програми Next Generation Combat Vehicle. Станом на червень 2023 року проходить конкурс між кількома компаніями.

## Історія
Після скасування програми Ground Combat Vehicle у 2009 компанії-учасниці BAE Systems та General Dynamics Land Systems (GDLS) кілька разів отримували контракти на продовження розвитку технологій, створених у тій програмі. 
2016 року Армія США заявила про програму Next Generation Combat Vehicle, що має на меті створення сімейства нових машин до 2035 року. 2018 року було оголошено про відкриття програми, яка отримала назву Optionally Manned Fighting Vehicle (OMFV). 
На початок 2020 року конкурс проводився між варіантом Lynx KF41 від Raytheon та Rheinmetall та Griffin III від GDLS, але обидві компанії були дискваліфіковані: перші не встигли створити прототип, а машина GDLS не відповідала вимогам. Після цього Армія заявила про те, що відновить програму.
В липні 2021 програму розгорнули знову, серед конкурентів опинились Point Blank Enterprises, Oshkosh Defense, BAE Systems, GDLS та Rheinmetall. Загальна сума контракту склала 299,4 млн доларів США. У червні 2023 року конкурс скоротився до Rheinmetall та GDLS, контракт склав 1,6 млрд доларів, а майбутня машина отримала свою назву XM30 Mechanized Infantry Combat Vehicle (MICV) в армійській номенклатурі.